# Don't Stop Me Now
"Don't Stop Me Now" és una cançó del grup de rock britànic Queen, del seu disc de 1978 Jazz que es llançà com a senzill el 1979. Escrita pel cantant principal Freddie Mercury, la cançó es va gravar l'agost de 1978 als estudis Super Bear Studios a Berre-les-Alpes (Alps Marítims), França, i és la dotzena pista de l'àlbum.
Musicalment, la cançó es basa en el piano de Mercury, amb la bateria de Roger Taylor i el baix de John Deacon de fons. És un exemple de l'estil propi de Queen, amb veus harmòniques múltiples en la seva tornada.
A la versió d'estudi de la cançó, només sona la guitarra de Brian May en el seu solo, però en les versions en directe del grup, a les gires Jazz i Crazy de 1979, May tocava una guitarra rítmica durant la resta de la cançó. A l'àlbum de Queen de 1979 Live Killers hi ha una versió en directe d'aquesta cançó. També hi és a l'àlbum de recopilació de 1981 Greatest Hits, i el juny de 2011 es va incloure una versió antiga de la cançó on hi havia més parts de guitarra en un EP de l'àlbum rellançat i remasteritzat de Jazz.

## Videoclip
El videoclip de la cançó va ser dirigit per J. Kliebenstein i va ser rodat en un concert en directe a la sala de concerts Vorst Nationaal-Forest National de Vorst (Bèlgica) el 26 de gener de 1979. El vídeo apareix a el recopilatori Greatest Video Hits I.